# Bernard Perpète
Bernard Perpète, né le 13 septembre 1961 à Charleroi et mort dans cette ville le 18 septembre 2006, est un animateur et comédien belge qui a travaillé pour la télévision en Belgique.

## Biographie
Entré à la RTBF Charleroi dans les années 1980, il anime entre 1987 et 1996, en compagnie de Robert Frère et Marianne Périlleux, l'émission Double 7, diffusée tous les mardis soir.  À l'arrêt de cette dernière, Bernard Perpète anime, pour une saison, en compagnie de Florence Reuter, une émission intitulée La 9ème case. Entre 1992 et 1998, il prouve ses talents de comédien dans Bon week-end, en compagnie de Stéphane Steeman et Régine Verelle,  émission humoristique diffusée le vendredi soir à la RTBF. 
Il tient le rôle d’un jeune garçon à lunettes dans le film Préparez vos mouchoirs film français de Bertrand Blier sorti en 1978.
Fin des années 1990, il fait partie de l'équipe de LTA, chaine de télévision belge lancée par Pierre Bellemare dont les programmes sont exclusivement dévolus au télé-achat.
En 1992, il fonde avec Sylvain Goldberg la société de doublage Made In Europe.
En 1994, il double Brad Pitt dans le film Légendes d'automne.
En 2002, après la faillite de LTA, il devient attaché parlementaire du député wallon socialiste Gil Gilles.
En 2004, deux ans après la faillite de LTA (qui était devenue HOT Le Grand Magasin), Bernard Perpète rejoint la chaîne RTL TVI où il animera une call-tv avant d'obtenir une case horaire semestrielle sur la radio privée Bel RTL. Il se verra aussi proposer d'intervenir dans l'émission Si c'était vous en télévision sous forme de sketches. Il étudiait finalement divers projets à destination de RTL-TVi.
Il meurt à Charleroi à l'âge de 45 ans des suites d'une légionellose le 18 septembre 2006.